# Oslo, 31. august
Oslo, 31. august (Oslo, 31 augustus) is een Noorse dramafilm uit 2011 geregisseerd door Joachim Trier. De film ging – toepasselijk – in première op 31 augustus 2011. Het verhaal is losjes gebaseerd op de Franse film Le Feu follet uit 1963.

## Verhaal
De 34-jarige Anders (Anders Danielsen Lie) is een drugsverslaafde die op 30 augustus met verlof mag uit de afkickkliniek vanwege een sollicitatiegesprek. Nadat hij bij zijn vriend Thomas (Hans Olav Brenner) op bezoek is geweest gaat hij naar de sollicitatie. Hij geeft toe een drugsverslaving te hebben en loopt weg. De rest van de avond en nacht bezoekt hij feestjes van oude vrienden en maakt hij nieuwe vrienden. De film eindigt een dag later op 31 augustus.

## Rolverdeling
| Acteur               | Personage |
| -------------------- | --------- |
| Anders Danielsen Lie | Anders    |
| Hans Olav Brenner    | Thomas    |
| Ingrid Olava         | Rebecca   |
| Renate Reinsve       | Renate    |

## Ontvangst
Oslo, 31. august werd door critici goed ontvangen. Op Rotten Tomatoes gaf 98% van de critici de film een positieve beoordeling. De bekende filmcriticus Roger Ebert gaf de film de maximale vier sterren. en kranten als de Volkskrant en The Guardian gaven de film vier uit vijf sterren.
Oslo, 31. august won in 2011 het bronzen paard voor de beste film op het Stockholms filmfestival en werd in 2012 genomineerd voor een César voor beste buitenlandse film.